# Aage Lundvald
Aage Martin Lundvald (født 11. juli 1908, død 15. april 1983) var en dansk tegner, illustrator og tekstforfatter. Han er mest kendt for sine mange plakater til danske og udenlandske biograffilm, hvor han var en af de mest aktive plakattegnere.

## Liv og karriere
Lundvald blev født i København og voksede op på Amager. Han var søn af smedemester Aage Fritz Lundvald og hans hustru Johanne Margrethe Frederiksen.
Lundvald blev student fra Christianshavns Gymnasium. Han overvejede at læse til jura, men besluttede efterfølgende at blive reklametegner. I 1927 lavede Aage Lundvald sin første tegning til Wilhelm Hansens musikforlag. Sidenhen blev det til illustrationer, der var lavet til både Romanbladet, Familie Journal og Politiken. Lundvald var også aktiv på reklamebladet Sparegrisen, der havde til mål at få danskerne til at spare penge. I 1937 tegnede Aage sin første plakat til filmen Livet paa Hegnsgaard (1938). De første år var filmplakaterne simple, men sidst i 1950'erne begyndte han at inkorporere karikatur og humor i sine plakater. Lundvald skabte som tegner hundredvis af plakater, hvor nogle af dem i dag er udstillet på Dansk Plakatmuseum i Aarhus. Han tegnede plakaterne til mange af Olsen-bandens film, og den sidste filmplakat Lundvald stod bag, var til Olsen-banden over alle bjerge (1981).
Udover at tegne lavede Aage Lundvald bogbind, ligesom han også skrev revysange til blandt andet Apollorevyen og Hornbækrevyen.

## Privatliv
Aage Lundvald blev den 3. maj 1933 gift med Agnete Lundvald (født Glaser) i Frederiksberg Kirke. Ægteskabet varede indtil 1972, hvor Agnete gik bort i en alder af 64 år. Parret fik en datter, Annette.
Lundvald boede resten af sit liv i Virum, før han døde den 15. april 1983. Han ligger begravet på Sorgenfri Kirkegård.